# Балансирана тројка
Балансирана тројка је нестандардни позициони нумерички систем (балансирана форма) корисна за поређење логике. Док је тројка (база 3) нумеричког система, у стандардном (не-балансираном) троструком систему, цифре имају вредности 0, 1 и 2. Цифре у балансираном систему имају вредности -1, 0 и 1.
Различити извори користе различите "глипсе" коришћене за представу три цифре у балансираној тројци. У овом чланку, Т (које личи на лигатуру знака минус и 1) представља -1, док 0 и 1 представљају њих саме. Друга конвенција укључује коришћење '−' и '+' да представи −1 и 1 респективно, или коришћење грчког слова тета (Θ), који личи на знак минус у кругу, да представи -1. 
У Сетун штампи, -1 представља обрнуто 1: "1".

## Својства
У раним данима рачунарства, неколико експерименталних совјетски рачунара су изграђени са балансираним тројкама уместо бинарима, најпознатији је Сетун, којег је саградио Николај Брусентсов и Сергеј Соболев. Израз има низ предности у односу на редовне бинарне. Нарочито, плус-минус доследност смањује стопу носивости у вишим цифрама множења, и заокруживање скраћивања једнакости смањује стопу за ношење у сакупљању на фракцијама. 
Балансирана тројка такође има број рачунарских предности преко традиционалних тројки. Практично, једна цифра табле множења нема пренос балансиране тројке и табла сабирања има само два симетрична преноса уместо три.
Могуће коришћење балансиране тројке је да представи ако је листа вредности мања од, једнака или већа од одговарајуће вредности у другој листи.  Балансирана тројка може такође да представи све целе бројеве без коришћења одвојивог знака минус; вредност од водећих не- нула цифара низа има знак самог броја.

## Конверзија у децимале
У балансираном систему тројке, вредност цифре n места лево од радикс тачке је производ цифре и 3n. Ово је корисно када се врши конверзија између децимала и балансиране тројке. За пример:
10bal. 3 = 1×31 + 0×30 = 310
10Tbal. 3 = 1×32 + 0×31 + −1×30 = 810
−910 = −1×32 + 0×31 + 0×30 = T00bal. 3
810 = 1×32 + 0×31 + −1×30 = 10Tbal. 3
Слично, прво место надесно од радикс тачке носи 3−1 = 1/3, друго место десно од децималног места носи 3−2 = 1/9, и тако даље. На пример
−2/310 = −1 + 1/3 = −1×30 + 1×3−1 = T.1bal. 3.
| Дец. | Бал. T. | Експанзија | Дец. | Бал. T. | Експанзија | Дец. | Бал. T. | Експанзија | Дец. | Бал. T. | Експанзија | Дец. | Бал. T. | Експанзија |
| ---- | ------- | ---------- | ---- | ------- | ---------- | ---- | ------- | ---------- | ---- | ------- | ---------- | ---- | ------- | ---------- |
| −12  | TT0     | −9−3       | −7   | T1T     | −9+3−1     | −2   | T1      | −3+1       | 3    | 10      | +3         | 8    | 10T     | +9−1       |
| −11  | TT1     | −9−3+1     | −6   | T10     | −9+3       | −1   | T       | −1         | 4    | 11      | +3+1       | 9    | 100     | +9         |
| −10  | T0T     | −9−1       | −5   | T11     | −9+3+1     | 0    | 0       | 0          | 5    | 1TT     | +9−3−1     | 10   | 101     | +9+1       |
| −9   | T00     | −9         | −4   | TT      | −3−1       | 1    | 1       | +1         | 6    | 1T0     | +9−3       | 11   | 11T     | +9+3−1     |
| −8   | T01     | −9+1       | −3   | T0      | −3         | 2    | 1T      | +3−1       | 7    | 1T1     | +9−3+1     | 12   | 110     | +9+3       |

Цео број је дељив са три ако и само ако је цифра у јединичним местима нула.
Можемо проверити паритет уравнотеженог троструког целог броја провером паритета збира свих тројки. Ова сума има исти паритет као сам цео број. 
Избалансирана тројка може се продужити на парцијалне бројеве на сличан начин како су децимални бројеви писани десно од радикалне тачке.
| Децимала           | −0.9   | −0.8   | −0.7   | −0.6   | −0.5       | −0.4   | −0.3   | −0.2   | −0.1   | 0 | 0.1    | 0.2    | 0.3    | 0.4    | 0.5        | 0.6    | 0.7    | 0.8    | 0.9    |
| ------------------ | ------ | ------ | ------ | ------ | ---------- | ------ | ------ | ------ | ------ | - | ------ | ------ | ------ | ------ | ---------- | ------ | ------ | ------ | ------ |
| Балансирана тројка | T.010T | T.1TT1 | T.10T0 | T.11TT | 0.T or T.1 | 0.TT11 | 0.T010 | 0.T11T | 0.0T01 | 0 | 0.010T | 0.1TT1 | 0.10T0 | 0.11TT | 0.1 or 1.T | 1.TT11 | 1.T010 | 1.T11T | 1.0T01 |

У децималама или бинарима, вредности целог броја и завршавање фракције имају више представа. На пример, {\displaystyle \textstyle {\frac {1}{10}}} = 0.1 = 0.10 = 0.09. И, {\displaystyle \textstyle {\frac {1}{2}}} = 0.12 = 0.102 = 0.012. Неке балансиране тројке имају такође више представа. На пример, {\displaystyle \textstyle {\frac {1}{6}}} = 0.1Tбалансирана тројка = 0.01Балансирана тројка. Свакако, у децималама и бинарима, можемо изоставити десне конце бескрајне 0с након радикалне тачке и стећи представу целог броја или укидања дела. Али, у уравнотеженом тројкама, не можемо изоставити десне конце бескрајне -1С након радикалне тачке у циљу добијања представе целог броја или укидања дела. 
Доналд Кнут је истакао, да су скраћивање и заокруживање исте операције и балансираним тројкама — оне дају исти резултат (особине деле са другим балансираним нумеричким системимаs). Број 1/2 није изузетак;има две једнако вредне представе, и два једнако валидна скраћења: 0.1 (око 0, и скраћује до 0) и1.T (око 1, и скраћује до 1).
Основне операције—сабирање, одузимање, множење, и дељење—се врше као у регуларним тројкама. Множење са 2 може се вршити помоћу додавања броја на самог себе.
Аритметика промене улево од уравнотеженог троструког броја је еквивалентна множењу са степеном три (позитиван, цео број) ; и аритметика промене удесно на уравнотежен троструки број је еквивалентна дељењу са степеном три (позитиван, цео број).

## Конверзија до и од разломка
| Разломак | Балансирана тројка | Балансирана тројка | Разломак | Балансирана тројка   | Балансирана тројка   |
| -------- | ------------------ | ------------------ | -------- | -------------------- | -------------------- |
| 1/1      | 1                  | 1                  | 1/11     | 0.01T11              | 0.01T11              |
| 1/2      | 0.1                | 1.T                | 1/12     | 0.01T                | 0.01T                |
| 1/3      | 0.1                | 0.1                | 1/13     | 0.01T                | 0.01T                |
| 1/4      | 0.1T               | 0.1T               | 1/14     | 0.01T0T1             | 0.01T0T1             |
| 1/5      | 0.1TT1             | 0.1TT1             | 1/15     | 0.01TT1              | 0.01TT1              |
| 1/6      | 0.01               | 0.1T               | 1/16     | 0.01TT               | 0.01TT               |
| 1/7      | 0.0110TT           | 0.0110TT           | 1/17     | 0.01TTT10T0T111T01   | 0.01TTT10T0T111T01   |
| 1/8      | 0.01               | 0.01               | 1/18     | 0.001                | 0.01T                |
| 1/9      | 0.01               | 0.01               | 1/19     | 0.00111T10100TTT1T0T | 0.00111T10100TTT1T0T |
| 1/10     | 0.010T             | 0.010T             | 1/20     | 0.0011               | 0.0011               |

Конверзија понављања балансиране тројке броја у разломак је слична претварању понављања децимала. На пример: 
{\displaystyle 0.1{\overline {\mathrm {110TT0} }}={\tfrac {\mathrm {1110TT0-1} }{\mathrm {100000T0} }}={\tfrac {\mathrm {1110TTT} }{\mathrm {100000T0} }}={\tfrac {\mathrm {111\times 1000T} }{\mathrm {111111\times 1T0} }}={\tfrac {\mathrm {1111\times 1T} }{\mathrm {1001\times 1T0} }}={\tfrac {1111}{10010}}={\tfrac {\mathrm {1T1T} }{\mathrm {1TTT0} }}={\tfrac {101}{\mathrm {1T10} }}}

## Ирационални бројеви
Као и у свакој другој бази целих бројева, алгебарски ирационални и трансцендентни бројеви се не прекидају или понављају. На пример: {\displaystyle {\begin{array}{r|l}{\text{Decimal}}&{\text{Balanced ternary}}\\\hline {\sqrt {2}}=1.4142135623731...&{\sqrt {\mathrm {1T} }}=\mathrm {1.11T1TT00T00T01T0T00T00T01TT...} \\{\sqrt {3}}=1.7320508075689...&{\sqrt {\mathrm {10} }}=\mathrm {1T.T1TT10T0000TT1100T0TTT011T0...} \\{\sqrt {5}}=2.2360679774998...&{\sqrt {\mathrm {1TT} }}=\mathrm {1T.1T0101010TTT1TT11010TTT01T1...} \\\phi ={\frac {1+{\sqrt {5}}}{2}}=1.6180339887499...&\phi ={\frac {1+{\sqrt {\mathrm {1TT} }}}{\mathrm {1T} }}=\mathrm {1T.T0TT01TT0T10TT11T0011T10011...} \\\tau =6.28318530717959...&\tau =\mathrm {1T0.10TT0T1100T110TT0T1TT000001} ...\\\pi =3.14159265358979...&\pi =\mathrm {10.011T111T000T011T1101T111111} ...\\e=2.71828182845905...&e=\mathrm {10.T0111TT0T0T111T0111T000T11T} ...\end{array}}}

## Конверзија од тројке
Небалансирана тројка може бити новертована у балансирану тројку на два начина:
- Додати 1 тројку по тројку из прве не-нула тројке, а затим одузмите 1 тројку по тројку из исте тројке без задуживања. На пример,

0213 + 113 = 1023, 1023 − 113 = 1T1bal. 3 = 710.
- Ако 2 представља тројку, вратите је на 1. На пример,

02123 = 0010bal. 3 + 1T00bal. 3 + 001Tbal. 3 = 10TTbal. 3 = 2310
| балансирано | логично   | неозначено |
| 1           | Tачно     | 2          |
| 0           | Непознато | 1          |
| T           | Нетачно   | 0          |

Ако три вредности логике тројке су нетачне, непознате и тачне, и оне су означене на балансиране тројке као Т, 0 и 1 и на конвенционалне вредности тројки без знака као 0, 1 и 2 , онда балансирана тројка може бити виђена као систем броја аналогно бинарном систему. Ако број тројке има {\displaystyle n} тројки, онда нагиб {\displaystyle b} је {\displaystyle \lfloor 3^{n}/2\rfloor } који је заступљен као сви они у било конвенционалним или пристрасним облицима.
Као резултат, ако су ове две представе коришћене за балансиране и не означене троструке бројеве, не-означена {\displaystyle n}-та позитивна вредност тројке може бити конвертована на балансирану форму додавањем {\displaystyle b} и балансирани позитивни број може бити конвертован на неозначену форму помоћу одузимања пристрасности {\displaystyle b}. Даље, ако {\displaystyle x} и {\displaystyle y} су балансирани бројеви, њихова балансирана сума је {\displaystyle x+y-b} када израчунава коришћењем конвенционалне непотписане троструке аритметике. Слично , ако {\displaystyle x} и {\displaystyle y} су конвенционални неозначени троструки бројеви, њихова сума је {\displaystyle x+y+b} када се обрачунава на основу уравнотежене троструке аритметике.

## Конверзија на балансирану тројку од било које базе целих бројева
Можемо претворити у балансирану тројку са следећом формулом:
{\displaystyle (a_{n}a_{n-1}\cdots a_{1}a_{0}.c_{1}c_{2}c_{3}\cdots )_{b}=\sum _{k=0}^{n}a_{k}b^{k}+\sum _{k=1}^{\infty }c_{k}b^{-k}.}
где,
{\displaystyle a_{n}a_{n-1}\cdots a_{1}a_{0}.c_{1}c_{2}c_{3}\cdots } је оригинална представа у нумеричком систему.
b је оригинални радикал. b је 10 ако се конвертује из децимале.
{\displaystyle a_{k}} и {\displaystyle c_{k}} су цифре k места за лево и десно од радикалне тачке респективно.
На пример,
```
           -25.4
10
 = -(1T×101
1
+1TT×101
0
+11*101
−1
)
                  = -(1T×101+1TT+11÷101)
                  = -10T1.11TT
                  = T01T.TT11
```

```
            1010.1
2
=1T
100
+1T
1
+1T
−1

                   = 10T+1T+0.1
                   = 101.1
```

## Сабирање, одузимање, множење и дељење
У појединачном сабирању, одузимању, множењу и дељењу тројки, табеле су приказане у наставку. За одузимање и дељење, које нису комутативне, први операнд се даје са леве стране стола, а други је дат на врху. На пример, одговор на 1-Т = 1Т се налази у доњем левом углу одузимања табеле. 
| class="wikitable" style="width: 8em; text-align: center;" |    |   |    |
| +                                                         | T  | 0 | 1  |
| T                                                         | T1 | T | 0  |
| 0                                                         | T  | 0 | 1  |
| 1                                                         | 0  | 1 | 1T |

| {| class="wikitable" style="width: 8em; text-align: center;"
```
|+ Одузимање

! − 
```

! T 
! 0 
! 1
```
|-
! T
| 0 
```

| T 
| T1
```
|-
! 0
| 1 
```

| 0 
| T
```
|-
! 1
| 1T 
```

| 1 
| 0
```
|}
```

| {| class="wikitable" style="width: 8em; text-align: center;"
```
|+ Множење

! × 
```

! T 
! 0 
! 1
```
|-
! T 
| 1 
```

| 0 
| T
```
|-
! 0 
| 0 
```

| 0 
| 0
```
|-
! 1 
| T 
```

| 0 
| 1
```
|}
```

| {| class="wikitable" style="width: 8em; text-align: center;"
```
|+ Дељење

! ÷ 
```

! T 
! 0 
! 1
```
|-
! T
| 1 
```

| NaN 
| T
```
|-
! 0
|  0 
```

| NaN 
| 0
```
|-
! 1
| T 
```

| NaN 
| 1
```
|}
```

|}

### Сабирање и одузимање више тројки
Сабирање и одузимање више тројки је аналогно оном бинарном и децималном. Додавање и одузимање тројке по тројке, и додавање одговарајућег начина за наставак. На пример: 
```
           1TT1TT.1TT1              1TT1TT.1TT1            1TT1TT.1TT1          1TT1TT.1TT1
         +   11T1.T                -  11T1.T              -  11T1.T    ->      +  TT1T.1
        --------------          --------------                               ---------------
           1T0T10.0TT1              1T1001.TTT1                                 1T1001.TTT1
         +   1T                   +  T  T                                   +   T  T
         --------------         ----------------                             ----------------
           1T1110.0TT1              1110TT.TTT1                                 1110TT.TTT1
         +   T                    + T   1                                     + T   1
         --------------         ----------------                             ----------------
           1T0110.0TT1               1100T.TTT1                                  1100T.TTT1
```

### Множење  више тројки
Множење више тројки је аналогно оном у децималном и бинарном.
```
       1TT1.TT
   ×   T11T.1
   -------------
        1TT.1TT помножити 1
       T11T.11  помножити  T
      1TT1T.T   помножити  1
     1TT1TT     помножити  1
    T11T11      помножити  T
   -------------
    0T0000T.10T
```

### Дељење више тројки
Уравнотежено дељење тројки је аналогно децималама или бинарним поделама.
Како је, 0.510 = 0.1111...bal. 3 or 1.TTTT...bal. 3. Ако је дивиденда над плусом или минусом пола делиоца, тројка на количнику мора бити 1 или Т. Ако је дивиденда између плуса и минуса од пола делиоца, тројка количника је 0. Магнитуда дивиденде мора бити упоређена са оном половином делиоца пре постављања количника тројке. На пример,
```
                         1TT1.TT      количник
0.5 × делилац  T01.0 -------------                
      делилац T11T.1 ) T0000T.10T     дивиденда             
                      T11T1                        T000<T010, поставити 1
                     -------
                       1T1T0
                       1TT1T                      1T1T0>10T0, поставити T 
                      -------
                         111T
                        1TT1T                      1110>10T0, поставити T
                       -------
                          T00.1
                         T11T.1                    T001<T010, поставити 1
                        --------
                          1T1.00
                          1TT.1T                  1T100>10T0, поставити T
                         --------
                           1T.T1T
                           1T.T1T                 1TT1T>10T0, поставити T
                          --------
                                0
```

Следећи пример
```
                           1TTT
       0.5 × делилац 1T  -------
            делилац  11  )1T01T                   1T=1T, but 1T.01>1T, поставити 1
                          11
                         -----
                          T10                    T10<T1, поставити T
                           TT
                         ------
                           T11                   T11<T1, поставити T
                            TT
                          ------
                             TT                   TT<T1, поставити T
                             TT
                            ----
                              0
```

Следећи пример
```
                           101.TTTTTTTTT… 
                        or 100.111111111… 
       0.5 × делилац 1T  -----------------
            делилац  11  )111T                    11>1T, поставити 1
                          11
                         -----
                            1                     T1<1<1T, поставити 0
                           ---
                            1T                    1T=1T, крај тројки, поставити 1.TTTTTTTTT… или 0.111111111…
```

## Квадратни и кубни корен
Процес екстракције квадратних корена у уравнотеженим тројкама је аналоган оном у децималама или бинарима.
Као што је у дељењу, требало би прво проверити вредност од пола делиоца. На пример, 
```
                             1. 1 1 T 1 T T 0 0 ...
                           -------------------------
                          √ 1T                          1<1T<11, поставити 1
                           - 1
                            -----
                  1×10=10    1.0T                       1.0T>0.10, поставити 1
                      1T0   -1.T0
                            --------
                  11×10=110    1T0T                     1T0T>110, поставити 1
                       10T0   -10T0
                              --------
                 111×10=1110    T1T0T                   T1T0T<TTT0, поставити T
                       100T0   -T0010
                               ---------
                111T×10=111T0    1TTT0T                 1TTT0T>111T0, поставити 1
                       10T110   -10T110
                                ----------
               111T1×10=111T10    TT1TT0T               TT1TT0T<TTT1T0, поставити T
                       100TTT0   -T001110
                                 -----------
              111T1T×10=111T1T0    T001TT0T             T001TT0T<TTT1T10, поставити T
                       10T11110   -T01TTTT0
                                  ------------
               111T1TT×10=111T1TT0    T001T0T           TTT1T110<T001T0T<111T1TT0, поставити 0
                                     -      T           Return 1
                                     -----------
             111T1TT0×10=111T1TT00    T001T000T         TTT1T1100<T001T000T<111T1TT00, поставити 0
                                     -        T         Враћа 1
                                     -------------
           111T1TT00*10=111T1TT000    T001T00000T
                                              ...
```

Екстракција кубног корена у избалансираним тројкама је слично аналогна екстракцијама у децималама или бинарнима:
{\displaystyle (10\cdot x+y)^{10}-1000\cdot x^{10}=y^{10}+1000\cdot x^{\mathrm {1T} }\cdot y+100\cdot x\cdot y^{\mathrm {1T} }={\begin{cases}\mathrm {T} +\mathrm {T000} \cdot x^{\mathrm {1T} }+100\cdot x,&y=\mathrm {T} \\0,&y=0\\1+1000\cdot x^{\mathrm {1T} }+100\cdot x,&y=1\end{cases}}}
Као дељење, требало би да проверите прво вредност од пола делиоца. На пример: 
```
                              1.  1   T  1  0...
                           3---------------------
                           √ 1T
                            - 1                 1<1T<10T, поставити  1
                            -------
                              1.000
              1×100=100      -0.100             позајмљује 100×, врши дељење
                             -------
                      1TT     1.T00             1T00>1TT, поставити  1
          1×1×1000+1=1001    -1.001
                             ----------
                                T0T000
            11×100            -   1100           позајмљује 100×,  врши дељење
                              ---------
                     10T000     TT1T00           TT1T00<T01000, поставити T
       11×11×1000+1=1TT1001   -T11T00T
                              ------------
                                1TTT01000
           11T×100             -    11T00        позајмљује 100×,  врши дељење
                               -----------
                   1T1T01TT     1TTTT0100        1TTTT0100>1T1T01TT, поставити 1
    11T×11T×1000+1=11111001    - 11111001
                               --------------
                                    1T10T000
          11T1×100                 -  11T100      позајмљује  100×,  врши дељење
                                   ----------
                      10T0T01TT     1T0T0T00      T01010T11<1T0T0T00<10T0T01TT, поставити 0
    11T1×11T1×1000+1=1TT1T11001    -  TT1T00      return 100×
                                   -------------
                                    1T10T000000
                                         ...
```

Стога
3√2 = 1.25992110 = 1.1T1 000 111 001 T01 00T 1T1 T10 111bal. 3.

## Остале апликације
Уравнотежена тројка има друге апликације осим рачунарских. На пример, класична вага са два таса, са једном тежином за сваки степен 3, може мерити релативно тешке предмете прецизно са малим бројем таса, померањем тежине између два таса и табели. На пример, са тежинама за сваки степен 3 до 81, 60-грамски објекат (6010 = 1T1T0bal. 3) ће балансирати савршено са 81 грамском тежином на другом тасу, 27 грамски на свом тасу, 9 грамски на другом тасу, 3 грамски на свом тасу и 1 грамски смештен ван.
Слично, размотрити систем валута са кованицама у вредностима  1¤, 3¤, 9¤, 27¤, 81¤. Ако купац и продавац, сваки има само једну од сваке врсте новчића, свака трансакција до
121¤ је могућа. На примере, ако је цена 7¤ (710 = 1T1bal. 3), купац плаћа 1¤ + 9¤ и добија 3¤ у замени.